# Fritz Lang (Künstler, 1877)
Fritz Lang (* 15. März 1877 in Stuttgart; † 26. Oktober 1961 ebenda) war ein deutscher Maler und Holzschneider.

## Leben
Fritz Lang absolvierte zunächst eine Lehre bei dem Dekorationsmaler Christian Paul Kämmerer. Nach dem Besuch der Kunstakademien in Stuttgart (Professoren Grünenwald, Igler und Kappis) und Karlsruhe (Schüler des Tiermalers Viktor Weißhaupt) arbeitete er als selbständiger Künstler. Seine Holzschnitte zeigen einen unverwechselbaren Stil mit fernöstlichen Einflüssen. Er hatte eine bestimmte, eigene Auffassung von Kunst und Malerei. Manche bezeichneten den jungen Fritz Lang gar als Revolutionär. Seine Werke werden bereits früh von Sammlern aus dem In- und Ausland, wie dem British Museum London, dem Victoria and Albert Museum Kensington, der Albertina Wien und dem Budapester Museum, gekauft.
Neben Landschaften widmete sich Fritz Lang insbesondere der Tierwelt. Zahlreiche Werke entstanden nach einer halbjährigen Afrikareise im Jahr 1928, die ihn sehr geprägt hat. Zeitlebens hatte er Träume nach der Ferne und Sehnsucht nach einer exotischen Welt. Dies drückte sich nach dieser Reise in vielen großformatigen Gemälden mit Tiermotiven und Afrika-Landschaften aus. Fritz Lang hatte in der Folgezeit Ausstellungen u. a. im Württembergischen Kunstverein und im Stuttgarter Kunstgebäude. Im Zweiten Weltkrieg wurde ein Teil seines Ateliers und einige seiner Werke zerstört.

## Leistungen
Seine Holzschnitte gelten als eigenständige Werke von höchster künstlerischer Qualität. Die grafische Technik, die er und andere Künstler verwendeten und weiter entwickelten, wird von einigen Experten als Ausgangspunkt der Druckgrafik des deutschen Expressionismus bezeichnet.